# Ferdinando Bezzi
Ferdinando Bezzi (fl. XIX-XX secolo) è stato un tuffatore, nuotatore e dirigente sportivo italiano.

## Biografia
Atleta eclettico, rimase associato alla Ginnastica Milanese sino al 1898, che lasciò per fondare la Società milanese di nuoto Nettuno, nota anche come Nettuno Milano, di cui divenne presidente.
Tramite la Nettuno Milano, introdusse lo sport dei tuffi in Italia ed organizzò i primi campionati assoluti presso il Bagno di Diana, che si svolsero il 26 agosto 1900, dall'altezza di 6 metri. Vinse il primo titolo nazionale, superando Giovanni Colombo, Luigi Levati e Piazza Enrico

## Palmarès
Campionati italiani di tuffi
- Milano 1906:  Oro